# Chyroke (oblast de Donetsk)
Chyroke (ukrainien : Широке, russe : Широкое, Chirokoïé) est une commune urbaine de l'oblast de Donetsk, en Ukraine. Elle compte 728 habitants en 2021.